# Duck Attack!
Duck Attack! è un videogioco sviluppato per la console Atari 2600. È stato creato da Will Nicholes e distribuito da AtariAge nel luglio 2010.

## Trama
Uno scienziato pazzo ha creato delle anatre mutanti sputafuoco che depongono uova radioattive al plutonio. Il protagonista deve recuperare queste uova per impedire allo scienziato di sviluppare l'ordigno dell'apocalisse, evitando le anatre e numerosi altri pericoli.

## Modalità di gioco
Il giocatore usa il joystick per controllare un robot all'interno del nascondiglio dello scienziato, recuperando le uova di anatra, armi e altri oggetti utili. In ogni livello sono nascoste due uova; per accedere al successivo bisogna trovarle e trasportarle fino all'uscita. Si comincia con tre vite: si perde una vita se si viene mangiati da un'anatra, colpiti dalle sue fiammate o si entra in collisione con un oggetto letale. Vite extra possono essere guadagnate raccogliendo palloncini colorati (ogni colore costituisce un diverso effetto). Il giocatore può scegliere se giocare con gli oggetti in una posizione predeterminata o distribuiti a caso in tutte le stanze.

## Sviluppo
Originariamente concepito come hack di Adventure, venne infine sviluppato come titolo originale. Come molti titoli Atari 2600, Duck Attack! utilizza una RAM da 128 byte e un'inusuale tecnica kernel a tre linee per generare sprite più larghi e dettagliati di quelli solitamente usati nei videogiochi per questa console.

## Accoglienza
La rivista francese Pix'n Love ha pubblicato una recensione positiva, elogiando particolarmente l'originalità e la profondità. The Video Game Critic l'ha votato "C", definendolo «un omaggio molto strano ad Adventure»; nella stessa recensione ha elogiato il senso di scoperta e il supporto con la periferica AtariVox, ma ha criticato i «confusi» labirinti e le «regole arbitrarie» degli stessi. Blistered Thumbs l'ha inserito al 4º posto della sua classifica "i migliori 5 nuovi giochi per vecchie console". 1UP.com l'ha inserito nella sua classifica "31 giochi homebrew che vale la pena giocare", commentando: «è come se qualcuno avesse preso Adventure e lo avesse mischiato con Resident Evil 3. Solo con più anatre».